# Jacobus Sinapius
Jacobus Horcicky de Tepenecz (1575-1622), també conegut amb el nom llatí de Sinapius, va ser un alquimista txec d'humil origen que va arribar a ser responsable de la farmàcia reial de Praga i favorit de l'emperador Rodolf II arran de curar-lo d'una malaltia (1608) i rebre el títol nobiliari "De Tepenecz".
Pel que sembla va arribar a acumular una fortuna venent un elixir batejat com "Aqua-Sinapius", potser el mateix amb el qual va guarir l'emperador i va servir per guanyar-se la seva confiança.

## El manuscrit Voynich
Després de la presumpta compra del Manuscrit Voynich per l'emperador a un desconegut, va intentar la seva traducció, però no hi ha notícies que aconseguís cap èxit. Va ser propietari del manuscrit des de la mort de l'emperador (1612), potser rebut del col·leccionista de llibres Pontanus (mort el 1614) i fins a la seva pròpia mort, el 1622, data en el que passa a mans desconegudes (probablement a Georgius Barschius): la seva signatura apareix escrita, amb tinta esvaïda pel temps, en el primer full del manuscrit i avui només és visible amb llum ultraviolada.
Aquest fet sembla una prova que el Manuscrit Voynich realment existia en aquella època (1608) i no és una falsificació moderna —elaborada, per exemple, per part de Voynich cap a 1911-1912— com s'ha proposat recentment.